# Abd al-Wahhab bin Ibrahim Abu Sulaiman
Abd al-Wahhab bin Ibrahim Abu Sulaiman (arabisch عبد الوهاب بن إبراهيم أبو سليمان, DMG ʿAbd al-Wahhāb b. Ibrāhīm Abū Sulaimān; geb. 1937; gest. 17. April 2023) war ein saudischer Theologe. Er war Mitglied des Rates der Höchsten Religionsgelehrten von Saudi-Arabien, der höchsten religiösen Körperschaft des Landes. Er war Dekan der Fakultät für Rechtswissenschaften an der islamischen Universität Umm al-Qura in Mekka.
Er war einer der 138 Unterzeichner des offenen Briefes Ein gemeinsames Wort zwischen Uns und Euch (engl. A Common Word Between Us & You), den Persönlichkeiten des Islam an „Führer christlicher Kirchen überall“ (engl. „Leaders of Christian Churches, everywhere …“) sandten (13. Oktober 2007).